# S-Tog
S電車 (S-tog) は、デンマーク国鉄の首都コペンハーゲン近郊列車路線である。コペンハーゲン中央駅を中心とし、Hillerød、Frederikssund、Farum駅等を結んでいる。

## 歴史
S-banenは、コペンハーゲン周辺の既存の鉄道網を電化することを目的としたプロジェクトだった。1926年の電化委員会では、他のいくつかの初期計画に続いて、この決定の下準備が行われた。同委員会は1929年に報告書を提出し、コペンハーゲン中央駅からKlampenborg駅、場合によってはFrederiksberg駅 - Vanløse駅 - Hellerup駅までの短い路線をまず電化し、その後、Holte駅 - Hillerød駅間の複線が普通列車に使用されるようになってからHolte駅までの路線を電化することを提案した。デンマーク国鉄がこの提案を検討した結果、Ballerup駅までの電化の第一段階としてValby駅までの路線が追加され、1930年4月に法案が提出され可決された。
最初の路線は1934年4月3日に開通し、Klampenborg駅からHellerup駅、Vanløse駅を経由してFrederiksberg駅に至った。
1934年5月15日のダイヤ改正では、S電車がコペンハーゲン中央駅 - Hellerup駅間の導入と同時に20分間隔運行が導入され、2007年9月23日に日中の数路線で10分間隔運行が導入されるまで、全路線の標準ダイヤとなっていた。
しかし、その間にS電車の路線は急成長した。Hellerup駅 - Hillerød駅間、Svanemøllen駅 - Farum駅間（コペンハーゲンL駅から転用）、コペンハーゲン中央駅 - Valby駅 - Frederikssund駅間がさまざまな間隔で再編され、既存のValby駅 - Høje Taastrup駅間の路線に新しい線路が設けられ、まったく新しいDybbølsbro駅 - Køge駅間の路線が建設された。しかし最近では、Frederiksberg駅 - Vanløse駅 - Grøndal駅間の路線は地下鉄の開通に伴い廃止され、かつてのGrøndal駅 - Ny Ellebjerg駅間の貨物路線はS電車の路線に転換された。
当初、各路線に文字や番号は使われていなかったが、時刻表ではKlampenborg線、Holte線、Frederiksberg線は、1a、1b、1cと表示された路線が区別されていた。1950年5月14日の夏期時刻表が導入されると、各路線にアルファベットが誕生した。1a、1bと1cはそれぞれA線、B線とF線に改名されたと同時に新たにC線が誕生した。その後数十年間、需要に合わせて多くの新しい路線やコンセプトが誕生しては消えていった。
1963年、通勤時間帯での一部の路線はアルファベットの末尾にエクストラ（臨時便）の意味を持つ「x」が付くようになり、Bx線が初の路線となった。これらの路線は通勤時間帯のみ運行されていて、かつ一部の駅を通過するので日本の列車種別でいう通勤急行に似ている。

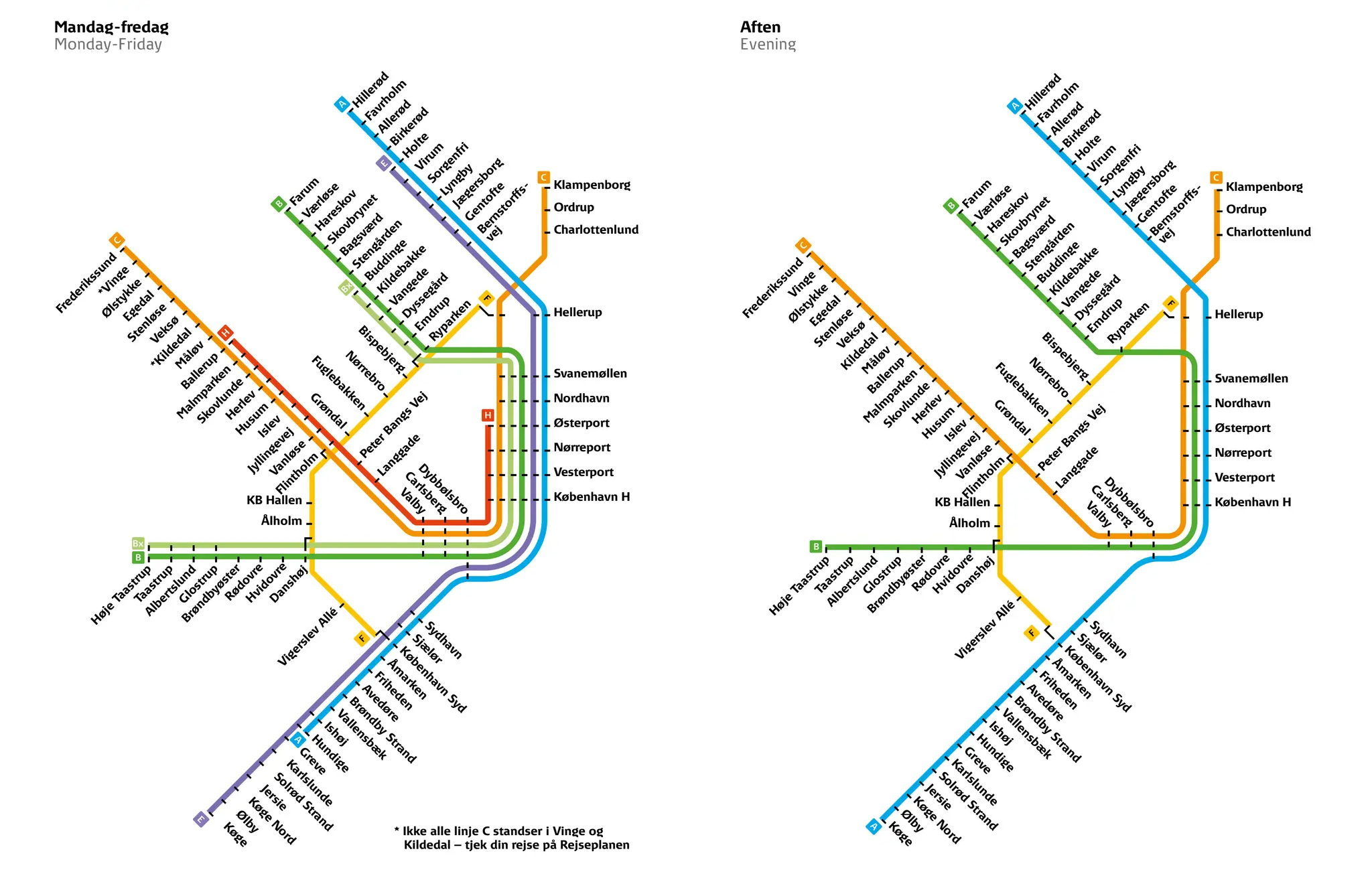
2024年12月15日現在のS-togの運行地図。左が平日の日中で右が夜間及び休日。

1979年には、平日の昼間のみ運行する路線が導入され、BbとCcという2文字の路線が特徴的だった。1989年からは通常の路線文字が与えられたが、1993年には平日の昼間のみ運行する末尾に＋が付いたA＋、B＋、H＋路線が再び導入された。しかし、この路線は2007年、前述の日中の各路線での本数を10分運転導入に伴い、再び廃止された。

## 路線

### 月曜日～金曜日
| 路線 | 開通          | 経路                                               | 運行間隔 日中/夕方 | 注釈                                                                                       |
| ---- | ------------- | -------------------------------------------------- | ------------------ | ------------------------------------------------------------------------------------------ |
|      | 1934年5月15日 | Hundige – コペンハーゲン中央駅 – Hillerød          | 10/20              | Hellerup - Lyngbyの間とLyngby - Holteの間の駅を通過。                                      |
|      | 1936年5月15日 | Høje Taastrup – コペンハーゲン中央駅 – Farum       | 10/20              |                                                                                            |
|      | 1953年10月4日 | Høje Taastrup – コペンハーゲン中央駅 - Buddinge    | (20)               | 通勤時間帯のみ運行（7時から9時と15時30分から17時30分）。Glostrup - Danshøjの間の駅を通過。 |
|      | 1950年5月14日 | Frederikssund – コペンハーゲン中央駅 – Klampenborg | 10/20              | Husum - Værløseの間の駅を通過。                                                            |
|      | 1968年5月26日 | Køge – コペンハーゲン中央駅 – Holte                | 10/20              | Ishøj - København Sydの間の駅を通過。                                                      |
|      | 1934年4月3日  | København Syd – Flintholm – Hellerup               | 5/10               |                                                                                            |
|      | 1987年5月31日 | Ballerup – コペンハーゲン中央駅 – Østerport        | 20/20              |                                                                                            |

上の図のように、A線とE線や、C線とH線みたいに一部区間が被ってる路線は所々通過していて、日本でいうところの区間急行みたいになっている。なお、下の図のように夜間や土日には路線の種類が少なく、被らないないため全路線各駅停車である。

### 土曜日・日曜日
| 路線 | 経路                                               | 運行間隔 日中/夕方 | 注釈         |
| ---- | -------------------------------------------------- | ------------------ | ------------ |
|      | キューゲ駅 – コペンハーゲン中央駅 – Farum          | 10/20              | 各駅に停まる |
|      | Høje Taastrup – コペンハーゲン中央駅 – Hillerød    | 10/20              |              |
|      | Frederikssund – コペンハーゲン中央駅 – Klampenborg | 10/20              | 各駅に停まる |
|      | Københanvn Syd – Flintholm – Hellerup              | 10/10              |              |

### 夜間
| 路線 | 経路                                            | 運行間隔 | 注釈         |
| ---- | ----------------------------------------------- | -------- | ------------ |
|      | キューゲ駅 – コペンハーゲン中央駅 – Farum       | 30       | 各駅に停まる |
|      | Høje Taastrup – コペンハーゲン中央駅 – Hillerød | 30       |              |
|      | Frederikssund – コペンハーゲン中央駅            | 30       | 各駅に停まる |
|      | København Syd – Flintholm – Klampenborg         | 30       |              |

## 廃止された路線
既存の路線に加え、主に日中やラッシュアワーの補強路線として、時代とともにいくつもの路線が存在した。例外がない限り、すべての停車駅は途中駅で、すべての路線が20分運行だった。ほとんどの場合、記載されている日付は公式の時刻表変更日であり、通常は日曜日である。実際には、いくつかの路線の初日と最終日は、それぞれ翌週の月曜日と前週の金曜日であった。
D、G、I、Jという路線はこれまで一度も存在しなかった、まず最初の2つはEと音が似すぎていて混乱を招きかねないためである。
一方、ExとHはそれぞれ2つの異なる路線を示すのに使われてきた。2002年、A+線をE+線に改名する話があったが、乗客がこの路線名に慣れたため、断念された。それでも、当時の駅の発車案内表示には、S電車が一度も通ったことがないにもかかわらず、E+線が選択肢に含まれていた。 
下の図の路線に加え、Bx線もたびたび廃止しいてる。1度目は2006年1月8日で、デンマーク鉄道庁（Banedanmark）が新しい 信号扱所のDIC-Sの工事に関連して、Boulevardbanenを通る路線数を減らしたかったためだった。この路線は翌年に復活した。2度目は2011年9月26日から11月18日にかけて、B線がHøje Taastrupとコペンハーゲン中央駅を結ぶ通勤時間帯に1時間に9本運行された。
| 路線 | 設立          | 廃止          | 区間                                                 | 注釈 |
| A+   | 1993年9月25日 | 2007年9月23日 | Køge - コペンハーゲン中央駅 - Østerport (- Buddinge) | 平日の日中のみで、Østerport - Buddinge駅間は月曜日から金曜日のみ。なお、この路線はA線に組み込まれている。                                                                               |
| Ax   | 1972年10月1日 | 1992年5月31日 | Hundige - コペンハーゲン中央駅 - Østerport           | 通勤時間帯にのみ運行。Friheden - コペンハーゲン中央駅の間には停まらない。なお、この路線はK線に置き換えられた。                                                                          |
| Bb   | 1979年9月30日 | 1987年5月31日 | Høje Taastrup - コペンハーゲン中央駅 - Hellerup      | 平日の日中のみ運行。なお、この路線はH線に置き換えられた。 |
| B+   | 1993年9月25日 | 2007年9月23日 | Høje Taastrup - コペンハーゲン中央駅 - Holte         | 平日の日中のみ運行。なお、この路線はB線に組み込まれている。 |

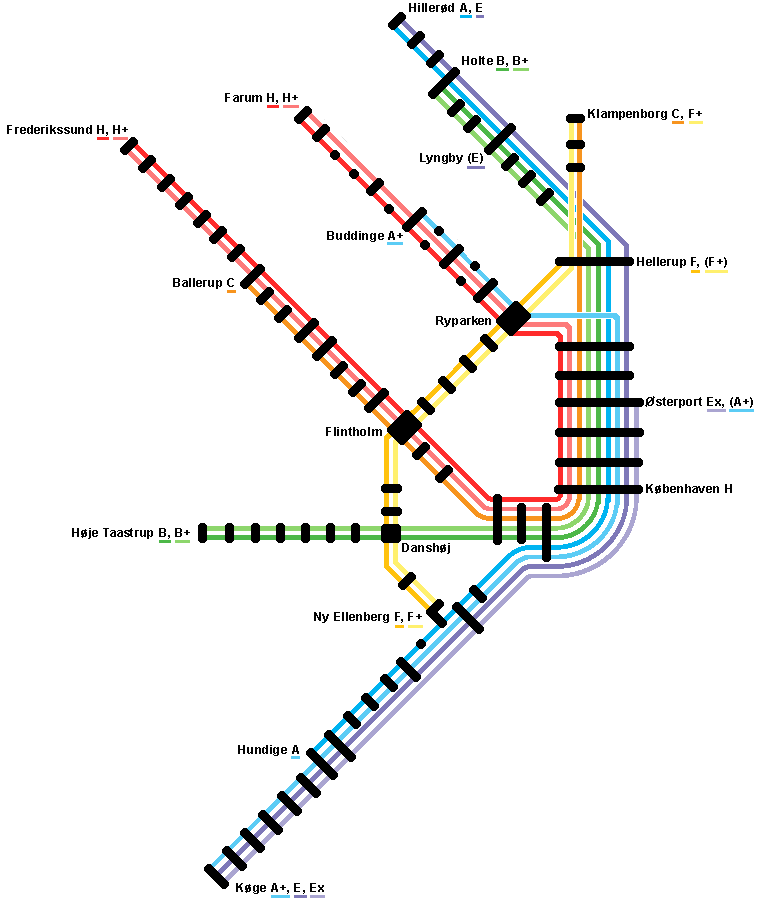
昔のS電車の路線図

| Bo   | 1969年9月29日 | 1972年10月1日 | Taastrup - コペンハーゲン中央駅                      | B線での通勤時間帯における臨時便の呼称。午前中はTastrup - コペンハーゲン中央駅間のみで、午後はコペンハーゲン中央駅 - Glostrup駅間のみ。 Valby - コペンハーゲン中央駅の間には停まらない。 |
| Cc   | 1979年9月30日 | 1989年5月27日 | Ballerup - コペンハーゲン中央駅 - Holte              | 平日の日中のみ運行。Herlev - Vanløse駅間、Vanløse - Valby駅間とHellerup - Lyngby駅間には停まらない。なお、この路線はH線とL線に置き換えられた。                                          |
| Cx   | 1966年12月5日 | 1993年9月25日 | Ballerup - コペンハーゲン中央駅                      | 通勤時間帯にのみ運行。Jyllingevej - Valby駅間には停まらない。なお、この路線はH+線に置き換えられた。                                                                                     |
| Ex   | 1968年5月26日 | 1972年10月1日 | Ballerup - コペンハーゲン中央駅 - Hillerød           | 通勤時間帯にのみ運行。Herlev-コペンハーゲン中央駅間とØsterport - Birkerød駅間には停まらない。なお、この路線はCx線に置き換えられた。                                                     |
| Ex   | 1983年9月25日 | 2007年9月23日 | Køge - コペンハーゲン中央駅 - Østerport              | 通勤時間帯にのみ運行。Ishøj - Ny Ellebjerg駅間とSjælør - コペンハーゲン中央駅間には停まらない。                                                                                         |
| F+   | 2002年9月15日 | 2007年9月23日 | Ny Ellebjerg - Flintholm - Klampenborg               | 平日の日中のみ運行。なお、この路線はF線に組み込まれている。 |
| Fx   | 1973年6月3日  | 1979年9月30日 | Frederiksberg - Vanløse - Nørrebro - Hellerup        | 通勤時間帯にのみ運行。 |
| H    | 1972年10月1日 | 1979年9月30日 | Ballerup - コペンハーゲン中央駅 - Farum              | H線とCc線に置き換えられた。 |
| H+   | 1993年9月25日 | 2007年9月23日 | Frederikssund - コペンハーゲン中央駅 - Farum         | 平日の日中のみ運行。Emdrup - Vangede駅間、Vangede - Buddinge駅間、Buddinge - Bagsværd駅間とBagsværd - Værløse駅間には停まらない。なお、この路線はA線とC線に置き換えられた。             |
| K    | 1992年5月31日 | 1993年9月25日 | Hundige - コペンハーゲン中央駅 - Østerport           | 平日の日中のみ運行。Friheden - コペンハーゲン中央駅間には停まらない。なお、この路線はA+線に置き換えられた。                                                                             |
| L    | 1989年5月27日 | 1993年9月25日 | Høje Taastrup - コペンハーゲン中央駅 - Holte         | 平日の日中のみ運行。後にB+線に変更された。 |
| M    | 1989年5月27日 | 2002年9月15日 | C.F. Richs Vej - Nørrebro - Hellerup                 | F+線に置き換えられた。 |

## 使用車両
S電車には、これまで4種類の電車が使用されている。

### 初代車両
1934年の開業から1978年まで使用されていた形式。DSBでの形式は「MM-FM-MM」とされ、パンタグラフを搭載した電動先頭車が付随車1両を挟む編成を組んでいた。
1934年4月3日のコペンハーゲンS電車の開業以来、S電車の編成は原則として車両個体番号の末尾数字に基づく特定のパターンで構成されていた。このシステムには多くの利点があった。日常点検、運行番号（列車番号）への割り当て、走行距離の管理、故障報告時の修理場所の特定、点検・改修時期の把握、特定時刻における編成位置の確認などに役立った。固定された個体番号で編成を組むことで、列車全体を簡単に交換可能にし、個別車両の切り離しや再編成に要する時間を削減できた。
このアイデアは、他の多くのS電車関連の事柄と同様、ドイツのハンブルクやベルリンのSバーンから導入された。これらの経験はデンマークの状況に直接応用可能で、多くの貴重なノウハウが活用された。
S電車の編成の基本単位は「半列車（halvtog）」と呼ばれるものだった。2つの半列車で「全列車（heltog）」を構成し、これは各駅のプラットホームに対応した最大長だった。車庫や留置線も全列車を基準に設計されていた。開業時、半列車は3両編成（電動車Mm、中間車Fm、電動車Mm）で構成されていた。初期には10編成の全列車と1編成の半列車、合計21編成の半列車（42両のMmと21両のFm）が用意されていた。
半列車・全列車システムの利点は、編成長に関わらず常に同じ動力性能を維持できることだった。つまり、加速、減速、駅間走行時間などが常に一定となった。また、編成長に関わらず両端に電動車を配置することで、終着駅での方向転換が容易に行え、入換時間を節約できた。これらの特徴を活かし、S電車は「固定運行ダイヤ」を採用した。これは各駅の発車時刻が固定されたダイヤで、運営側にとって管理しやすく、乗客にとっても覚えやすい利点があった。この柔軟な編成システムこそがS電車の本質だった。
1935年、路線拡張に伴い追加の車両が導入され、1936年にはさらに10編成の半列車（5編成の全列車）が追加された。しかし1934年の開業後すぐに、利用客の急増や時間帯による需要変動に対応するため、編成システムの調整が必要となった。
その結果、半列車を3両から4両編成に変更することになった。新しい中間車は溶接構造で軽量化され、23両の軽量中間車Fmlと8両の制御車Fsが導入された。これにより1936年に3両編成の半列車は標準ではなくなりましたが、必要な車両が揃うまで使用されました。制御車の導入により、「4分の1列車（kvarttog）」（電動車と制御車の2両編成）も可能になった。これにより、2両、3両、4両、6両、7両、8両と柔軟な編成が可能になった。当然、プラットホームの延長も行われ、新しい8両編成全列車に対応した。
S電車システムを簡素化するため、多くの標準が導入された。編成の増結・解放は通常、コペンハーゲン中央駅からValby方面で行われた。増結は各路線の終着駅で行われ、車庫や留置線の配置に合わせて調整された。増結・解放を行った駅はBallerup、Glostrup（後にTaastrup）、Klampenborg、Holteだった。中央駅ではValby方面への増結、Hellerup方面への解放が行われた。Vanløse駅では一時、4分の1列車の増結が行われ、常に中央駅方面に連結された。
S電車車両の前面にある特徴的な制御線も、通常は北向きの車両に配置されていた。パンタグラフについては、当初は奇数月に最北側、偶数月に南側のものが使用された。ただし、北向き電動車では逆の規則が適用された。この規則は1963年頃に廃止されましたが、実際には1965年9月4日にMm745編成で最後に確認されている。
編成内の車両配置にも規則があった。4分の1列車では制御車が常に北側に位置していた。半列車の電動車は偶数番号が北向きとされたが、後に変更された。
戦時中は多くの例外が見られ、時には2両編成がMm-Mmで組成されることもあり、片方のMmはパンタグラフを降ろした状態で運行された。戦後も一時的にFs-Mmの代わりにMm-Mm編成が使用されましたが、こちらは片方のMmが常に無動力だった。1950年代初頭には、増結用に旧式のMm-Fm-Mm編成が一時復活した。
日常運転では規則通りにいかない場合も多く、修理などのため一時的に編成が変更されることもあった。例えば、通常Mm-Fm-Fm-Mmの編成が、Mm-Fm-Fs-MmやMm-Mm-Fm-Mmなどに変更されることがあった。これらの非公式編成は、正規編成に戻るまでの一時的な措置だった。
1950年代末から1960年代初頭にかけて、半列車を2つ連結して全列車とする方式（Mm-Fm-Fm-Mm/Mm-Fm-Fm-Mm）が廃止され始めました。1968年4月17日からは、半列車を2つの固定された4分の1列車（Fs-Mm/Fs-Mm）で構成することが決定された。ただし例外もあり、F線では平日は1973年まで、週末・祝日は1976/77年まで6両編成（3つの4分の1列車）が使用されていた。
単独運転の4分の1列車は、B線とC線では平日が1963年6月、週末・祝日が1968年夏ダイヤで廃止された。A線では1969年3月、F線では1972年6月に完全廃止された。
1969年、新型の「赤い車両」（6次車）の導入に伴い、4次車と5次車の最新車両を6次車規格に改造することが決定された。しかし経済的・イメージ的な理由から、この改造計画はほとんど実施されず中止された。1970年代半ばには4次車と5次車の一部に小規模な近代化改造が施されましたが、これも完全には実施されなかった。
1976年8月1日、1次車から5次車の使用に制限が設けられ、コペンハーゲン中央駅～Østerport駅間のトンネル区間を走行できなくなりました。このため、原則としてF線のみで使用されることになった。
1974年10月1日、コペンハーゲン周辺の自治体とフレデリクスベア市は政治的要請により、共同運輸会社「首都圏運輸会社（HT）」を設立した。HTはS電車の運営と車両調達を担当し、1974年の設立後すぐに、1次車から5次車を1979年1月1日までに全廃することを決定しました。公式理由は「ワンマン運転への対応不可」だったが、実際には新型車両も一時ツーマン運転を継続した。
1次車から5次車の最終運行は1978年7月6日に行われ、その後Taastrup駅とEnghave車両基地に保管されました。ターストルップの編成は予備車として週1回点検されたが、1978年秋に中止されました。営業運行最後の「茶色いS電車のラストラン」は1978年10月8日、鉄道歴史協会のチャーター運転で、Mm 819-Fs 949/Mm 808-Fs 938の編成で運行されました。1979年11月3日から廃車処理が始まり、オーデンセなどで解体された。残った編成はFrederikssundなどに保管後、解体された。
1978年の引退後も、2003年まで1編成が動態保存車両として運行していた。
引退までの44年間の営業運転は、S電車の歴代車両の中では最長使用記録である。

### 2代目車両
1967年から1978年まで製造された2代目車両。赤色の塗装は以降の車両にも受け継がれた。
それぞれのデンマーク国鉄での形式は、2両編成が「MM-FS」、4両編成が「MM-FU-MU-FS」である。
1961年にKøge沿岸線、Hareskov線、Luntoft線に関する法律が可決された後、デンマーク国鉄は今後の路線拡張に向けて2代目S電車の新車両の設計を開始した。設計作業中に、Holte～Hillerød区間の電化が決定され、この路線向けの新車両に求められる特別な要件、および地下鉄での使用可能性が計画に組み込まれた。技術面では1930年代から大幅な進展があり、新車両では多くのコンポーネントがより軽量で現代的に設計されたが、基本的な駆動システムは1世代目車両と同じであった。
新車両の内装では初めて、電動車と制御車を完全に同一のレイアウトで設計し、両車種とも3ドア車であった。内装はガラス仕切りの壁を採用するなどより現代的で、座席は青色プラスチック張りの独立シートとなった。
新たな特徴として、電動車と制御車は車両工場でしか分離できない永久連結器で結合。ただし先頭部は1世代目の茶色のS電車と同様、ねじ式連結器を装備。運転室は車体全幅にわたり構築され、両側に狭い乗降ドアを設置。全ての客用ドアは自動閉鎖式に加え自動開扉式となり、乗客が重い引き戸を手動で開ける必要がなく、取手を引くだけで作動するようになった。
特筆すべきはHillerød線向け車両には1等車が設定された点。Holte～Hillerød沿線自治体の市長らは「単なる既存路線の近代化ではなくS電車の導入するべき」とS電車の導入を強く要望し、従来通りの1等車維持が決定。このため7編成の2両ユニットに制御車AS型として1等車が導入され、2+2配置の広い座席と2か所の乗降デッキを備えた。1等車は1972年10月1日のダイヤ改正で廃止され、平日のTaastrup線増結用に転用（1等車不足のため）。その後は2等車として運用された。
新車両は乗客やメディアから好評で、多くの面で快適性が向上。1967-1974年に213編成が導入され、車両数の増強と旧形車の淘汰を実現。1972年のデンマーク国鉄のデザイン・快適性改善政策に伴い、1973年から最終24編成は2+2列座席で布張りに変更。デッキ幅を縮小して座席間隔を拡大したが、1両あたり8席減少する結果となった。
最後の第2世代S電車65編成は運転台なしの新設計。電動車（MU）と付随車（FU）を既存の電動車（MM）・制御車（FS）と組み合わせ、4両固定編成（MM-FU-MU-FS）を形成。MM-FU間とMU-FS間は永久連結器、FU-MU間はねじ式連結器（ただし工場外では分離不可）という特殊な構成となった。

2代目S電車は2007年2月に全編成が引退し、1編成が保存されている。

### 3代目車両
1975年、デンマーク国鉄は第3代目S電車の設計プロジェクトを開始した。これには2つの主な理由があった。1つは、従来の従来型リレー技術に代わる現代的な制御電子機器を採用した新型S電車の導入を望んだこと。もう1つは、当時すでに相当な長距離化していた路線網に対応した、快適性を向上させた新しい車内レイアウトを求めたことであった。
大規模な開発作業が見込まれたため、まず最初に4編成の試作車両が承認された。これは大規模発注前に経験を蓄積するためだった。試作車両は、技術面・デザイン面・内装面のいずれにおいても、従来のS電車とは大きく異なる構造を持っていた。
車体は新しい角ばったデザインで、大型の前面窓、折れ線的な側面形状、高い屋根端部が特徴でした。窓も現代的なタイプで、上部に小さな換気窓が設けられていた。自動ドアは閉じた状態では車体側面と同一平面だったが、開く時に側面に沿ってスライドする構造だった。これにより、従来車両で問題となっていた吹雪や凍結時のドアポケット詰まりを解消することを目指した。
試作車では各車両に2か所のドアしかなく、4つの座席区画が配置されていた。運転台のない電動車（MC）には2つの2区画座席エリアがあり、制御車（FC）の運転台側端部には1区画しかなかった。基本編成はFC-MC-MC-FCの4両編成だった。しかし量産車では車体長を若干延長して3か所のドアを設けつつ、座席間隔はほぼ維持された。
1979年に納入された4編成の試作車は、特に電気制御システムの構造において従来のS電車と決定的に異なっていた。チョッパ制御の採用により、以下の重要な利点が得られた：起動抵抗器を使用しないためエネルギーの節約を実現、滑らかで段階のない加速、モーター出力制御の改善による更高的な加速度、回生ブレーキによる制動エネルギーからの電力回収
試作車による大規模な試運転では、回生ブレーキを使用せず同一条件で運転した場合、従来車両比約10%のエネルギー節約が確認された。回生ブレーキ単独では、運行密度や気候条件にもよりますが、起動エネルギーの18-35%を回収可能であった。
しかしチョッパ制御には一定の欠点もありました。車両・軌道・架線に妨害的な高調波電流を発生させ、信号システムなどに影響を与える可能性があった。このため、これらの影響に対して対策がされた線路（例えば軌道回路の電源を50Hz以外の周波数で供給するなど）でのみ運行可能で、S電車全線の適用化には数年を要した。
新型車両には初期に多くの初期不具合があり、1981年からようやく定期運行に投入できた。GECとASEA両社の電気装備を搭載した試作車による広範な試験後、デンマーク国鉄は量産型にASEA製システムを選択しました。電子機器以外の相違点として、線路モーターが車軸ではなく台車枠に懸架されていた。
第3世代S電車は、制御車（FC）前端に密着連結器、FCとMCの間には永久連結器、MC同士の間には通常の牽引・緩衝装置を装備していました。密着連結器は牽引力・衝撃力に加え、ブレーキ管と電気制御回路も伝達した。

しかし3代目S電車は度重なるトラブルにより2006年に全編成が引退し、翌年の2007年にスクラップされた。

### 4代目車両
1996年から導入されている最新型の車両。1軸台車による連接式構造を採用しており、1車体の全長が短くなっているのが特徴。2007年以降、S電車の列車は全てこの系列によって運行されている。
8両編成はSA系(Litra SA)と呼ばれており、DSBでの形式はSA-SB-SC-SD-SD-SC-SB-SAとされている。全長は168m。パンタグラフはSG車に搭載されている。105編成が製造された。

2005年1月からはSA系の事故廃車分の補充や、乗客が少ない系統への導入のために4車体連接式のSE系(Litra SE)が登場し、31編成が運用に就いている。DSBでの形式は「SE-SF-SG-SH」とされ、パンタグラフはSB車に搭載されている。
性能上の最高速度は120km/hだが、信号上の問題で現在は90～100km/h（S-togslinje Fでは80km/h）で運行されている。
なお、DSBとデザインを共同設計したJR北海道キハ261系気動車の天井・照明・車内情報表示装置のデザインは本系列のものを範としている。

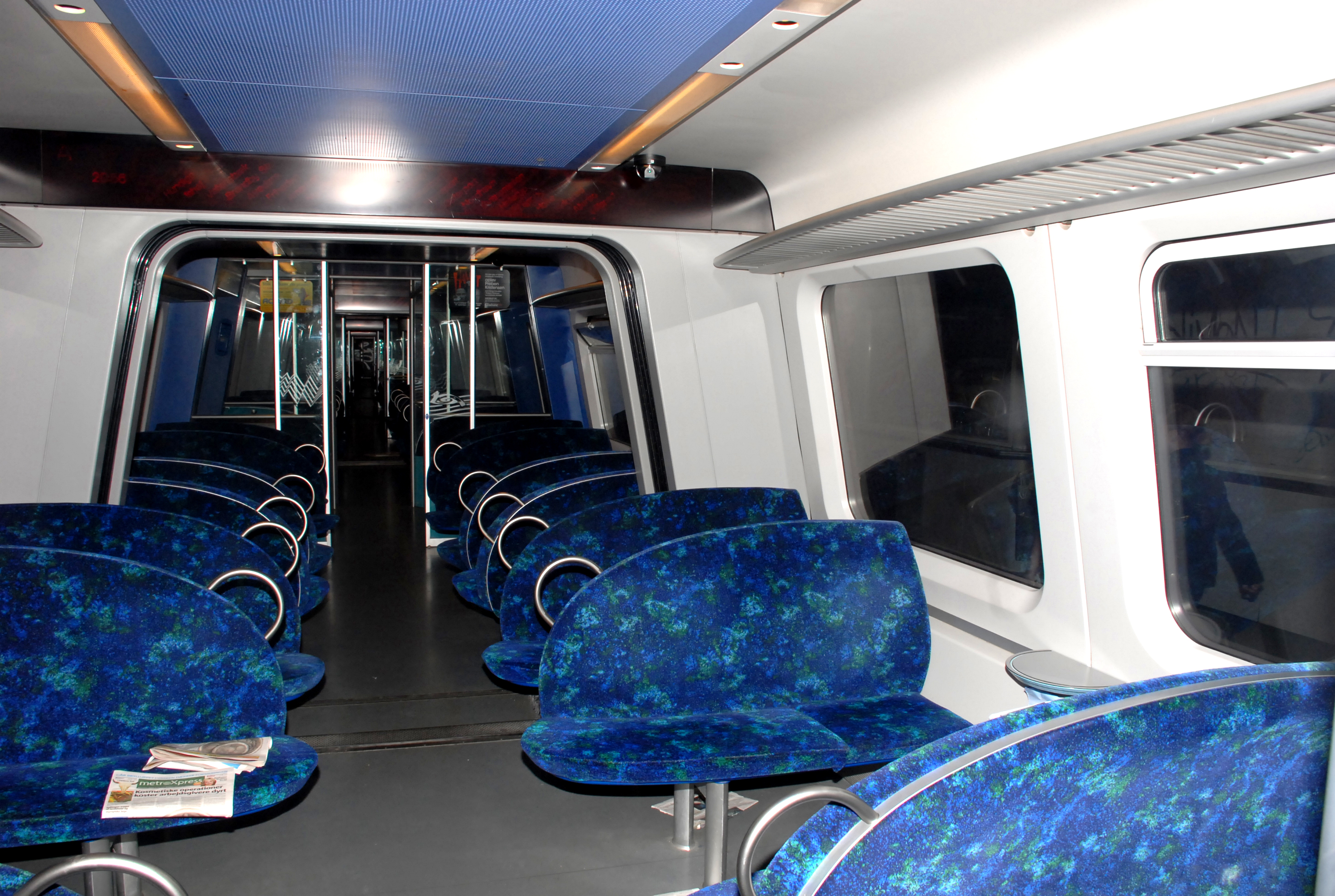
SA系の客室。